# 北杜市オオムラサキセンター
北杜市オオムラサキセンター（ほくとしオオムラサキセンター）とは、山梨県北杜市長坂町にある昆虫館である。国蝶であるオオムラサキを軸とした環境教育を実施している。

## 概要
山梨県北杜市長坂町は、国内では有数のオオムラサキの生息地として知られている。当地では50年以上にわたって地元の有志によるオオムラサキの保全活動が行われており、同館は、そうしたオオムラサキの保護活動や環境教育の拠点として、1995年に当時の長坂町（現在は周辺の市町村とともに北杜市に合併）により整備された。
　「本館」「森林科学館」「びばりうむ長坂」の3つの建物があり、本館と森林科学館では、オオムラサキをはじめとした国内外の昆虫標本を約1万点ほど展示している。本館は上空から見ると翅を広げたオオムラサキのかたちをしている。建設前に当地に存在していた雑木林を網で囲った施設「びばりうむ長坂」では、年間を通して自然に近い形でオオムラサキの生体を観察することができ、蝶が羽化する夏期（7月～8月）には、県内外から多くの見物客が訪れる。
　施設周囲に広がる約6haの『オオムラサキ自然公園』は里山環境を再現したつくりになっており、水車小屋や棚田、ため池、雑木林などがある。野生のオオムラサキが生息しているほか、初夏にはゲンジボタルとヘイケボタルが舞い飛ぶ様子を観察することができる。なお、公園内の野生動植物は採取が禁止されており、採集道具の持ち込みも禁止されている。

## 主な体験イベント

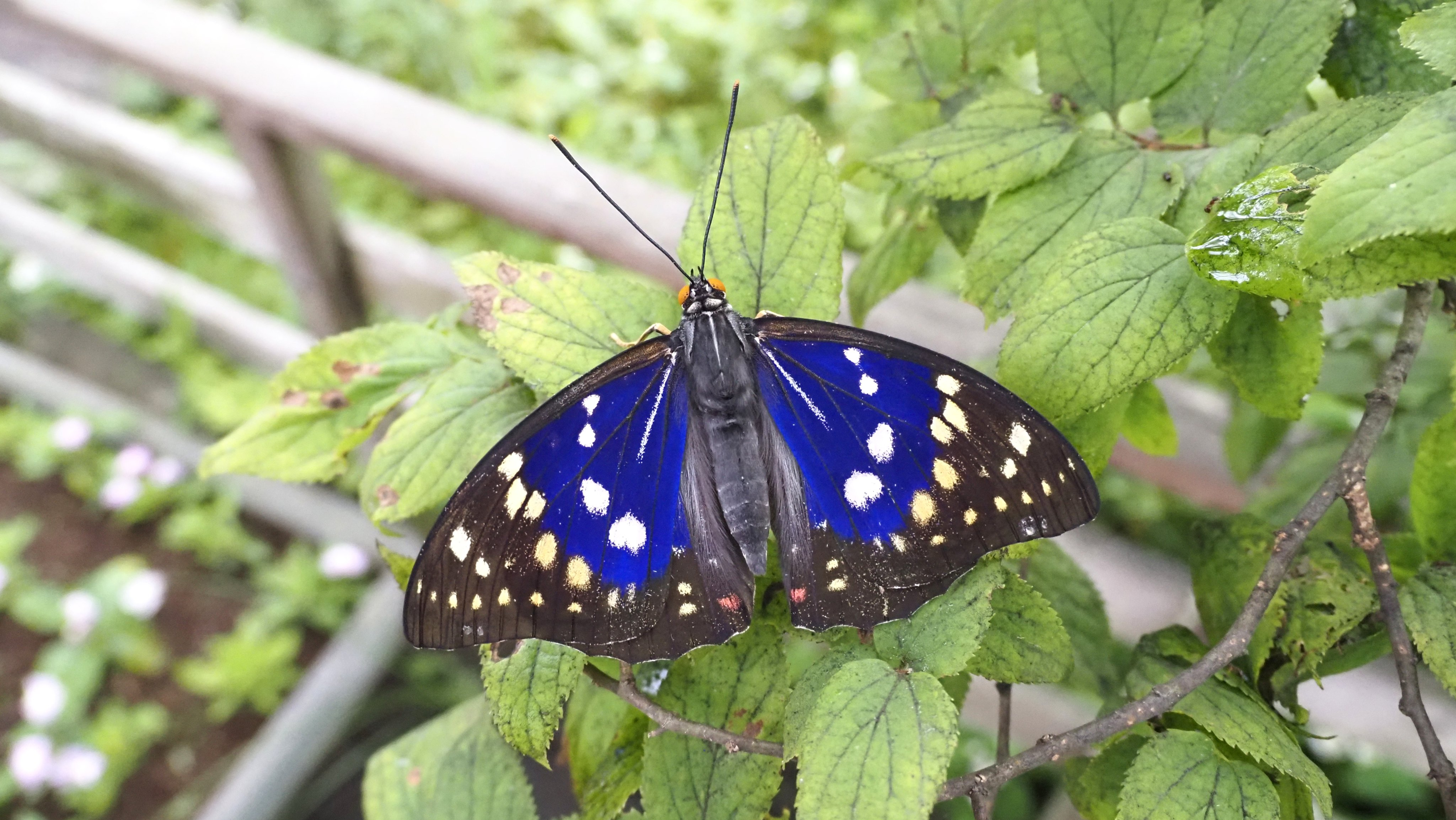
施設内で飼育されているオオムラサキの成虫（オス）

イベントは基本的に入館者が対象であり、体験料と別途で入館料が必要となる。

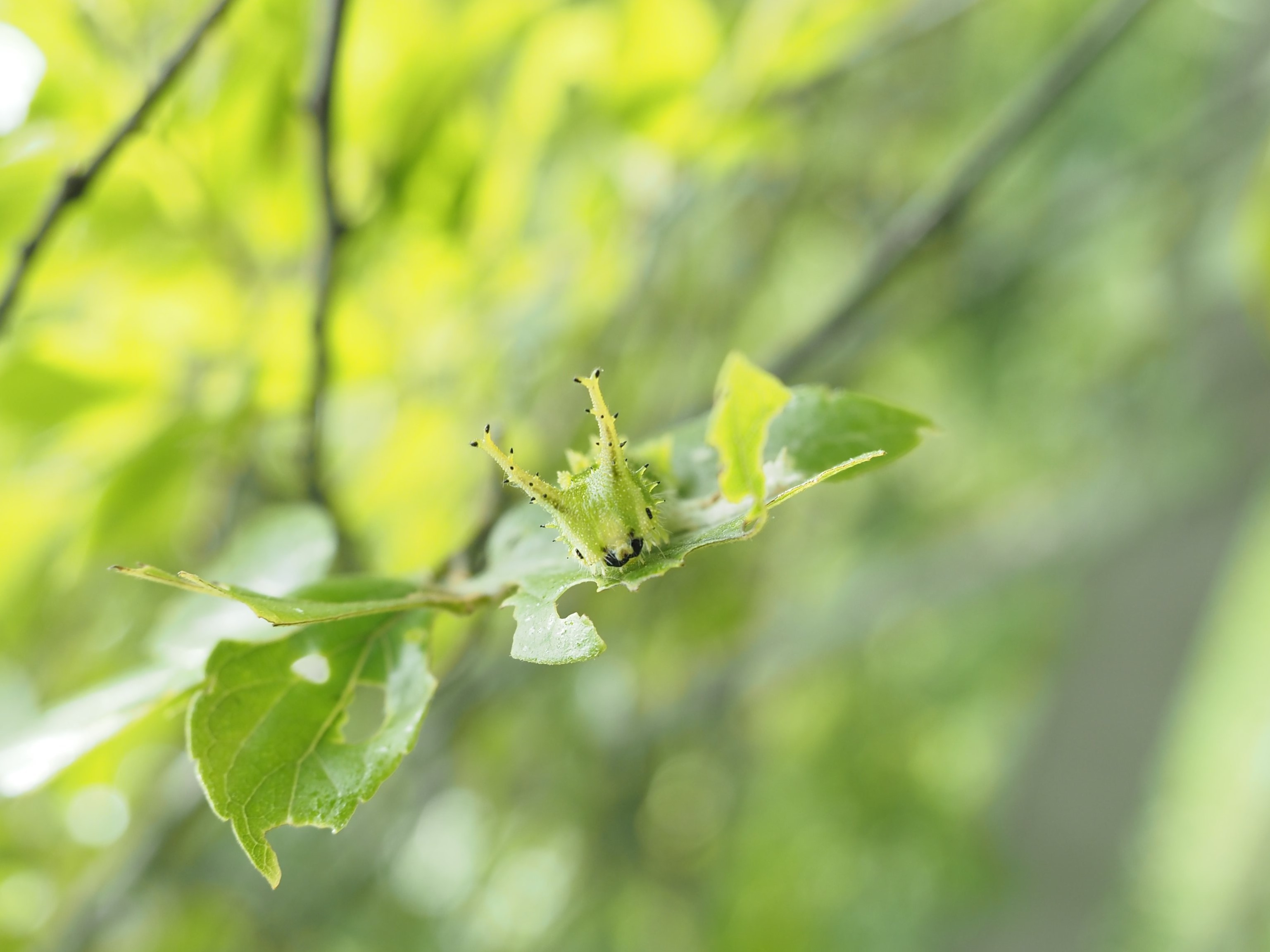
オオムラサキの幼虫

・『カブト・クワガタふれあいの森』（GW～11月）

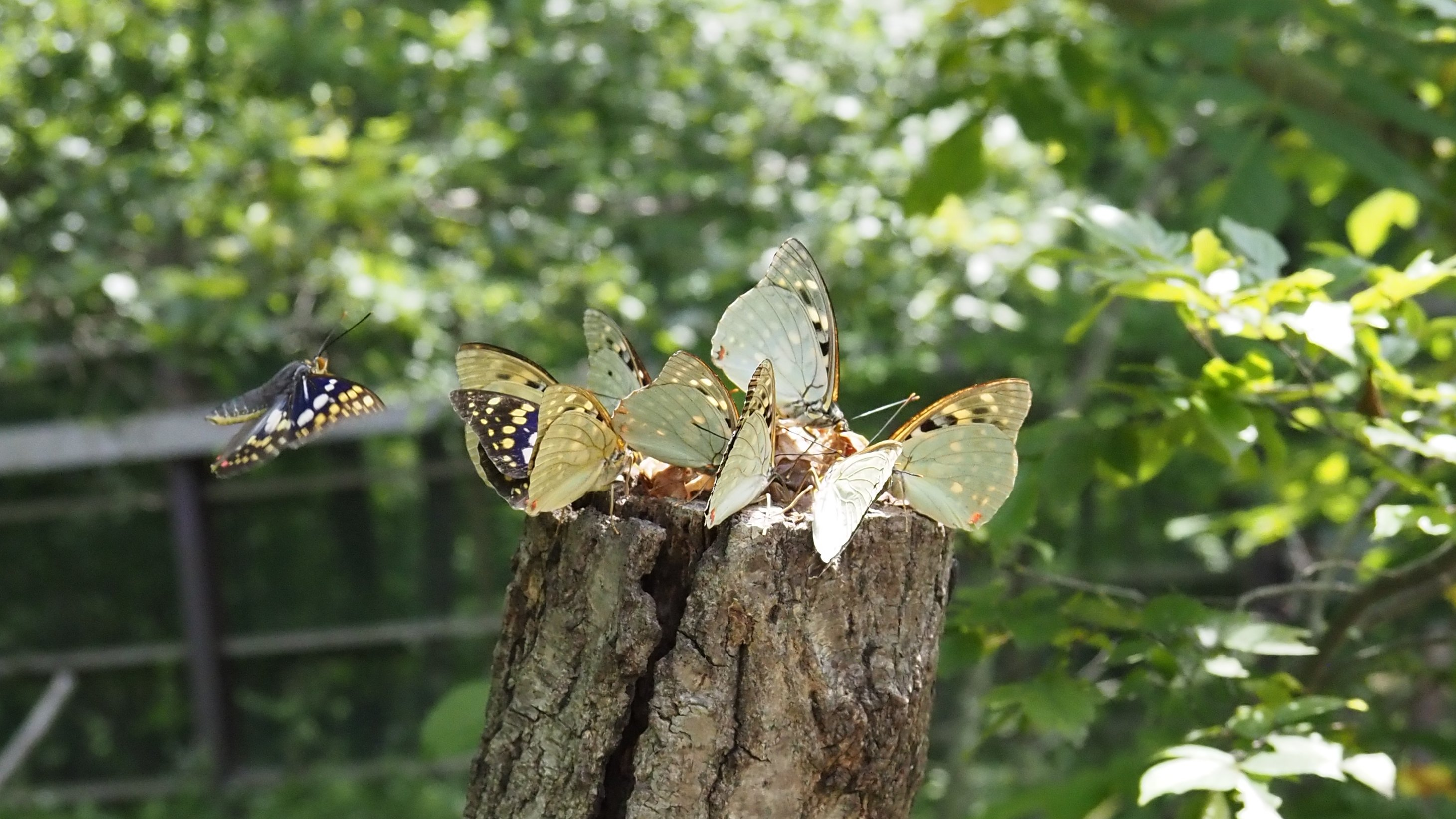
ビバリウムのオオムラサキ成虫

　ケージのなかで外国産のカブトムシ・クワガタムシと触れ合うことができる。入場無料。
・『化石割り体験』（通年）
　原石を割り、昆虫や落ち葉の化石を探す体験ができる。原石一つにつき300円。
・『虫取り体験』（６月～１１月）
　指定の網とカゴをつかい、施設周囲の自然公園で昆虫採集の体験ができる。昆虫の持ち帰りは不可。網かご１セットのレンタルにつき100円。
・『ピザ焼き体験』（毎週土日祝　※夏休みと大型連休期間は毎日）
　オオムラサキの森づくりで生産した間伐材を用いて、ピザ作り体験ができる。１枚５００円。
・『カブトムシの幼虫探し』（ゴールデンウィーク期間）
　腐葉土を掘ってカブトムシの幼虫を探し出す体験ができる。６００円。
・『クワガタムシの飼育講座』（不定期）
　オオクワガタやミヤマクワガタなどの飼育体験ができる。事前予約制。　
・『各種昆虫の観察会』（不定期）
　水辺の生き物観察会　夜のホタル観察会　夜の昆虫観察会など。事前予約制。

## 最近の取り組み

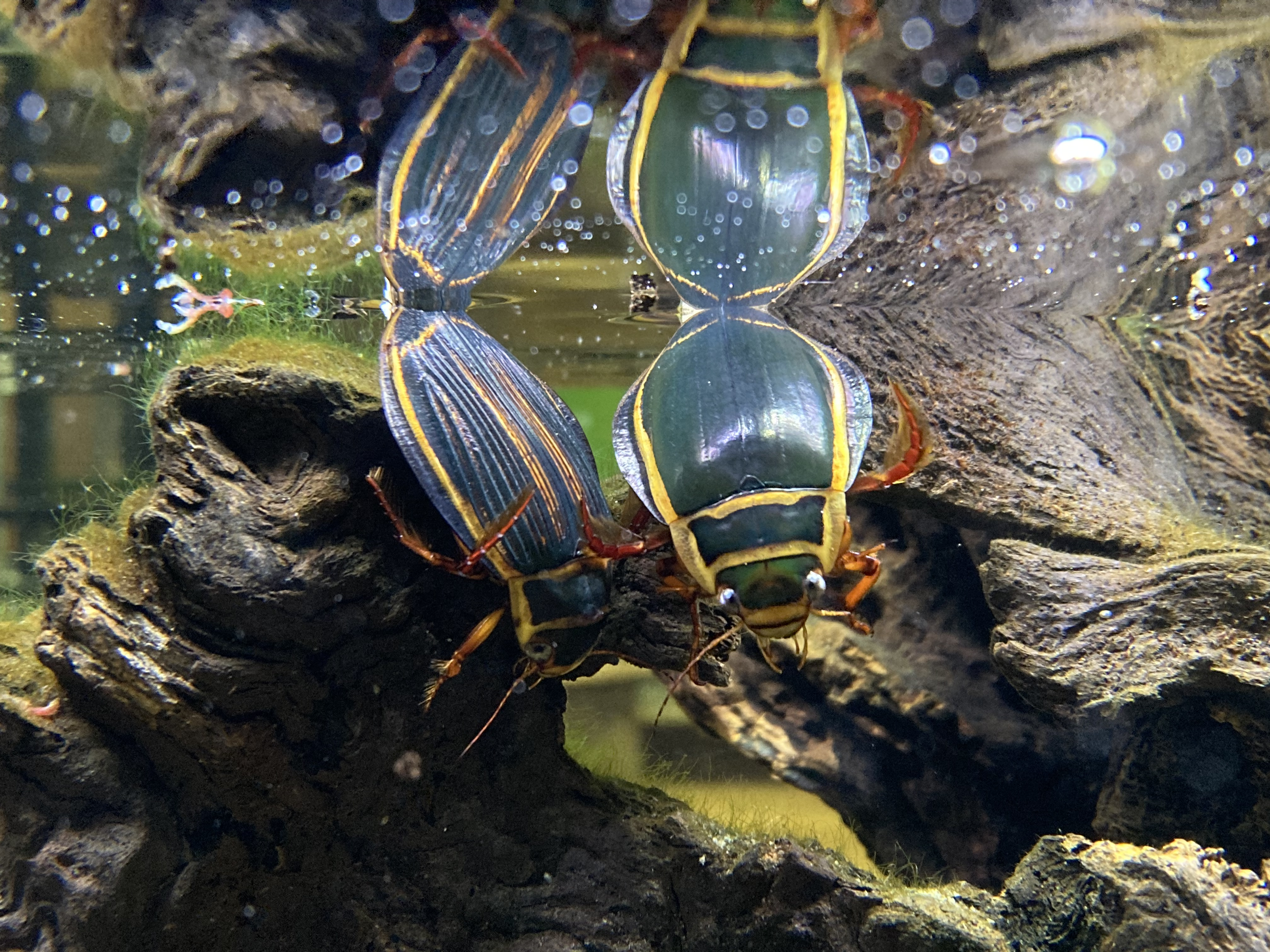
同館で展示されている個体（左がメス、右がオス）

近年はオオムラサキ以外の昆虫の飼育展示にも注力しており、2019年11月からは、アクアマリンいなわしろカワセミ水族館、石川県ふれあい昆虫館とともに世界最大のゲンゴロウ「オウサマゲンゴロウモドキ（ヨーロッパ原産；ラトビア産）」を日本で初めて展示した。同種は国際自然保護連合(IUCN)のレッドリストで危急種（日本の環境省レッドリストにおける絶滅危惧Ⅱ類に相当）に指定されている絶滅危惧種である。生息する国のほとんどで保護されているが、ラトビア政府からの特別な許可のもと、ゲンゴロウ類の飼育繁殖に実績がある国内3施設で種の保存に向けた繁殖研究が現在も行われている。オオムラサキセンターでは、2020年6月に同種の繁殖に成功した（国内では石川県ふれあい昆虫館に続く2例目となる）。

## 観覧料金
| 通常             | 大人     | 420円 |
| 通常             | 小中学生 | 200円 |
| 団体（20名以上） | 大人     | 310円 |
| 団体（20名以上） | 小中学生 | 150円 |

- 乳幼児は無料。北杜市の小中学校に通う学生も無料で入館できる。
- 障碍者割引があり、手帳を提示することで半額になる（本人のみ。付き添いは適用外）。

## 営業時間
- 通常 - 9:00～17:00（最終入館は16:30まで）
- 7月～8月 - 9:00～18:00（最終入館は17:30まで）
- 12月～3月 - 9:00～16:00（最終入館は15:30まで）

## 休館日
- 月曜日（月曜が祝日の場合は営業）
- 祝日の翌日（土・日曜日の場合を除く）
- 夏季無休（7月下旬～8月）
- 12月28日～1月4日（特別開館あり）